# Bertram Johannes Meier
Bertram Johannes Meier (* 20. července 1960 Buchloe) je německý římskokatolický teolog a od 6. června 2020 biskup diecéze augsburské.

## Život
Narodil se 20. července 1960 v Buchloe ve Švábsku. Má mladší sestru. Jeho otec byl evangelického vyznání, matka Erna katolického vyznání. V letech 1978 a 1980 studoval teologii a filozofii v Augsburgu.
Dne 10. října 1985 byl kardinálem Franzem Königem vysvěcen na kněze.
V letech 2002 a 2011 byl předsedou Sdružení křesťanských církví v Německu.
Po odchodu Konrada Zdarsy byl 8. června 2019 diecézním administrátorem a 29. ledna 2020 byl papežem Františkem jmenován biskupem. Biskupské svěcení proběhlo 6. června 2020.